# 马克斯皇帝级铁甲舰 (1875年)
马克斯皇帝级铁甲舰（德語：Kaiser Max-klasse）是19世纪70年代为奥匈帝国海军建造的三艘铁甲舰。本舰级首舰为“马克斯皇帝”号，另有两艘姊妹舰“奥地利的胡安”号和“欧根亲王”号。三舰表面上看和早期的马克斯皇帝级相同，但实际上却是全新设计的中央炮房舰。 仅有引擎、装甲板和其他一部分设备用了从原舰上拆下来的零部件。本级三舰都是在1874年开始建造的，前两艘于1875年下水，1876年完工，而“欧根亲王”号的建造进度要慢得多。该舰于1877年下水，1878年竣工。全部三艘舰都装备有8门210（8.3英寸）炮组，炮组安装在舰体中央的装甲炮廓内。最高时速可达13.28節（24.59每小時；15.28英里每小時）。
由于19世纪70年代和80年代海军预算受到限制，这些船只的服役生涯相当平淡。1888年，这三艘船参加了一次重要的海外巡航，前往西班牙参加巴塞罗那世界博览会。三舰都在20世纪早期退役，转为次要任务。其中“马克斯皇帝”号和“奥地利的胡安”号被改为军营船，“欧根亲王”号则成为维修船，并更名为“Vulkan”号。第一次世界大战后期，“奥地利的胡安”号在不明情况下沉没，另外两艘则被意大利扣押。在战后的和平谈判中，“马克斯皇帝”号被移交给南斯拉夫王家海军，并更名为“Tivat”号。然而，意大利拒绝将“Vulkan”号交给南斯拉夫。最终两舰的命运不得而知。

## 设计
19世纪70年代早期，时任奥匈帝国海军领导人弗里德里希·冯·波克曾多次试图从议会获得资金，用于建造新的铁甲战舰。但是当奥匈帝国陆军在1866年的克尼格雷茨战役中遭遇惨败后，政府正全神贯注于重建奥匈帝国军队，拒绝将资金转移到海军的新舰艇预算中。此外，来自不关心海军事务的匈牙利的阻挠，为海军提高战斗力的努力增加了额外的障碍。
但是，重建旧军舰的方案并未引起争议，因此波克改为以重建旧的马克斯皇帝级铁甲舰为名义申请经费。所得资金被用于建造了三艘新的铁甲舰，其尺寸与旧三舰相似，但为了节省资金延用了包括引擎、装甲板等在内的部分拆自旧三舰上的零部件。为了蒙混议会，波克给新造的三舰起了与旧舰同样的名字，这为后来的史书记载造成了一定的混乱。有些记载就接受了波克的说法，在注意到新旧舰只的尺寸不同下依然将它们描述为同一艘舰只。甚至在奥地利国家和军方的档案馆中也将这些舰只记录为简单的改装而不是全新建造。
新舰仍由海军造舰总监约瑟·冯·洛马柯设计，他也曾设计了旧的马克斯皇帝级。波克的重建方案最终被证明是非常经济的，三艘新舰的建造成本与“阿尔布莱希特大公”号的成本相当。然而，这个项目并非没有批评者，海军历史学家R.F.Scheltema de Heere就将这些舰艇描述为“无可救药的过时”。

### 常规特性和轮机
1874年开建的马克斯皇帝级全长75.87（248英尺11英寸），水线长73.23米（240英尺3英寸），舷宽15.25米（50英尺0英寸），平均吃水6.15米（20英尺2英寸），排水量达3,548長噸（3,605公噸）。每艘船上一般都配备有400到440名军官和士兵。舰体上部短艏楼甲板连接前桅杆，艉楼甲板则连接后桅杆。完工时，舰体上部并没有什么显著的上层建筑，但在服役过程中加赠了一座小型指挥塔。最初舰上配备有1,633.15平方（17,579.1平方英尺）的三桅巴肯亭式帆装，但在1880年被减少为1,156.6平方（12,450平方英尺）。及至1890年，舰上的帆具全部拆除，取而代之的是三根可安装带有轻型火炮的战斗桅楼的桅杆。
本舰级的推进系统包括拆自旧马克斯皇帝级的一台单胀双缸水平放置蒸汽机。蒸汽机驱动一具直径为5.64米（18.5英尺）的单螺旋桨，蒸汽则由五座带有总计30个炉膛的锅炉提供，锅炉废气集中从一根位于舰体中部的烟囱中排出。在使用引擎驱动时，本级舰在2,755匹指示馬力（2,054千瓦特）功率输出下，速度可达12節（22每小時；14英里每小時）。但在海试中“马克斯皇帝”号达到了13.38節（24.78每小時；15.40英里每小時）的最高航速。每艘舰只都有380長噸（390公噸）的舰载燃煤储备。

### 武器和装甲

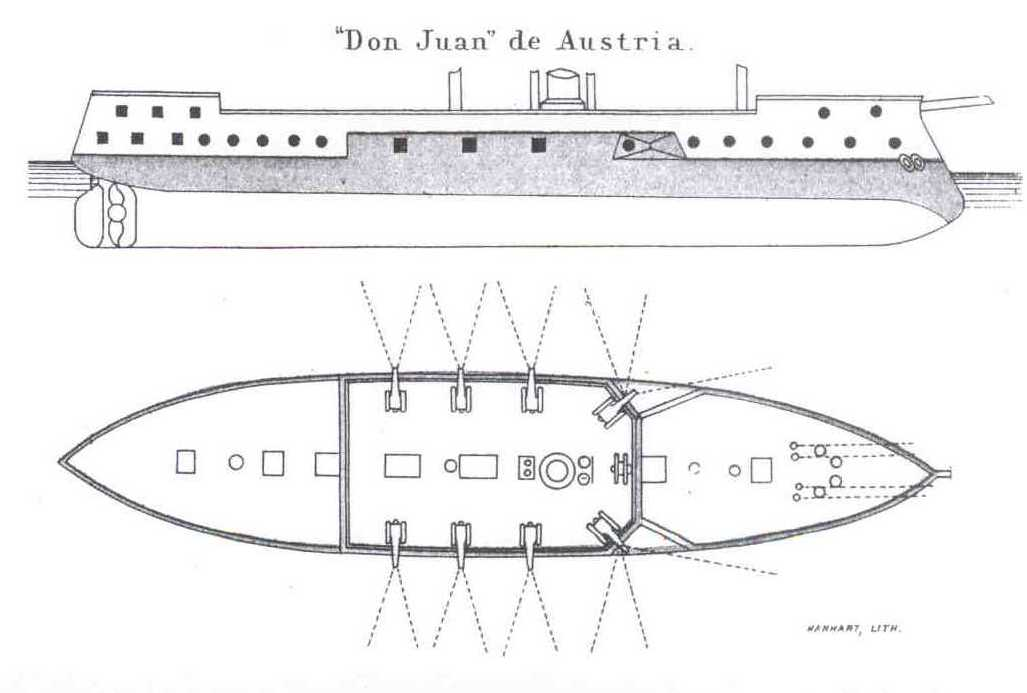
“奥地利的胡安”号线稿

1874年开建的马克斯皇帝级都是炮廓式铁甲舰，其主炮集中安装于舰体中部的装甲炮廓内。与前级可以向舰首和舰尾射击不同，本级舰仅可以进行向舰首方向有限范围内进行射击。8门克虏伯制造的210（8.3英寸）20倍径舰炮被安装在舷侧，每侧4门。最前面1门安装在一个倾斜的炮门内，其余3门只能向侧面有限射界内进行发炮。此外，舰上还装载有4门90（3.5英寸）24倍径炮，2门70（2.8英寸）15倍径炮，6门47（1.9英寸）35倍径速射炮，3门47（1.9英寸）哈奇开斯炮和2门25（0.98英寸）炮。每艘舰上还装有4具35（14英寸）鱼雷发射管，其中一具在舰首，一具在舰尾，两舷各有一具。
舰体上包覆有一条203（8英寸）厚的水线装甲带，在装甲堡两端以115（4.5英寸）横向隔舱壁封闭。装甲带上除了两条列板是新造的，其他都源自从旧马克斯皇帝级上拆解下来的用于增加炮廓甲板的防护能力。炮廓由125（4.9英寸）厚钢板保护。新的装甲带由贝塞麦钢制成。

## 舰只
| 舰名                        | 建造者                         | 开建          | 下水           | 完工           |
| --------------------------- | ------------------------------ | ------------- | -------------- | -------------- |
| “马克斯皇帝”号    | 的里雅斯特港第里雅斯特技术工厂 | 1874年2月14日 | 1875年12月28日 | 1876年10月26日 |
| “奥地利的胡安”号  | 的里雅斯特港第里雅斯特技术工厂 | 1874年2月14日 | 1875年10月25日 | 1876年6月26日  |
| “欧根亲王”号      | 普拉普拉海军兵工厂             | 1874年10月    | 1877年9月7日   | 1878年11月     |

## 服役记录
由于预算问题阻碍了奥匈帝国海军铁甲舰队的活动，这三艘军舰在19世纪70年代一直停泊在波拉河。1881年，“欧根亲王”号首次被启用参加反对奥斯曼帝国的国际海军示威活动，迫使奥斯曼帝国按照1878年柏林会议的条款将乌尔齐尼移交给蒙特内格罗。1888年，这三舰同其他几艘主力舰一起前往西班牙巴塞罗那，参加巴塞罗那世界博览会的开幕式。这是迄今为止奥匈帝国海军中队在亚得里亚海以外最大的活动。1889年6月和7月，三舰又参加了舰队训练演习。
在19世纪与20世纪之交，为了腾出资金用于新的造舰项目，三艘马克斯皇帝级被从海军序列中除籍。“奥地利的胡安”号和“马克斯皇帝”号分别于1904年6月和12月除籍，但“欧根亲王”号一直留存到1912年12月。前两舰被改为浮动营房，“欧根亲王”号则被改造成一艘维修船并更名为“Vulkan”号。这三艘军舰在一战时期一直留在海军仓库中。战后，意大利俘获了“马克斯皇帝”号和“Vulkan”号，但在停战谈判中两舰都被划归南斯拉夫王家海军。意大利拒绝交出“Vulkan”号，其下落未知，但“马克斯皇帝”号最终还是被移交给了南斯拉夫海军并改名为“Tivat”号。后者可能一直留存在南斯拉夫海军旗下并在1924年被报废拆解，也可能在二战被轴心国占领时重新落入意大利之手并就此下落不明。而“奥地利的胡安”号则在1919年协约国获胜前蹊跷的沉没了。

## 脚注

### 引文
1. 1 2 3 4  张恩东 2018，第258頁.
2. ↑  张恩东 2018，第252頁.
3. ↑  张黎源 2020，第222頁.
4. ↑  陈悦 2015，第234頁.
5. ↑  张恩东 2018，第1頁.
6. ↑  李昊 2020，第57頁.
7. 1 2  李昊 2019，第310頁.
8. ↑  章骞 2013，第102頁.
9. ↑  阎京生 2009，第15頁.
10. ↑  Sondhaus，第36–38頁.
11. ↑  Scheltema de Heere，第13頁.
12. ↑  Sondhaus，第45–46頁.
13. 1 2 3 4 5 6 7 8 9 10 11 12 13 14 15 16 17  Sieche & Bilzer，第270頁.
14. ↑  Scheltema de Heere，第13, 41頁.
15. ↑  Pawlik，第61頁.
16. ↑  郭威 2007，第246頁.
17. ↑  张恩东 2018，第257頁.
18. ↑  顾慧丽 1998，第115頁.
19. 1 2  Brassey，第259頁.
20. 1 2  Scheltema de Heere，第41頁.
21. 1 2  Pawlik，第63頁.
22. ↑  李昊 2019，第109頁.
23. ↑  《船舶名词术语》编订组 1980，第101頁.
24. ↑  《英汉舰船科技词汇》编辑组 1975，第675頁.
25. ↑  Scheltema de Heere，第18, 20頁.
26. ↑  《英汉舰船科技词汇》编辑组 1975，第256頁.
27. ↑  上海交通大学 1991，第138頁.
28. ↑  崔刚 2009，第31頁
29. ↑  《英汉舰船科技词汇》编辑组 1975，第479頁.
30. ↑  《英汉舰船科技词汇》编辑组 1975，第304頁.
31. ↑  Scheltema de Heere，第18頁.
32. ↑  魏莉洁 2018，第29頁.
33. ↑  Brassey，第258頁.
34. ↑  Sondhaus，第40–41, 65, 107頁.
35. ↑  "Foreign Items"，第913頁.
36. ↑  Vego 1982，第347頁.

## 期刊来源
- Vego, Milan. . Warship International (Toledo: International Naval Research Organization). 1982, XIX (4): 342–361. ISSN 0043-0374.
- . The United States Army and Navy Journal and Gazette of the Regular and Volunteer Forces (New York: Army and Navy Journal, Inc.). 1889, 24: 913. OCLC 1589766.
- Scheltema de Heere, R. F. Fisher, Edward C. , 编. . Warship International (Toledo: Naval Records Club, Inc.). 1973, X (1): 11–97. ISSN 0043-0374.